# Кюртёши, Жолт
Жольт Иштван Кюртёши (венг. Kürtösi Zsolt István; род. 21 марта 1971, Кишкунфеледьхаза, Бач-Кишкун) — венгерский легкоатлет, специалист по многоборьям. Выступал за сборную Венгрии по лёгкой атлетике в 1995—2005 годах, бронзовый призёр Кубка Европы в личном и командном зачётах, победитель и призёр первенств национального значения, участник двух летних Олимпийских игр. В 2006 году проявил себя как разгоняющий в бобслее, участвовал в зимних Олимпийских играх в Турине.

## Биография
Жольт Кюртёши родился 21 марта 1971 года в городе Кишкунфеледьхаза.
Впервые заявил о себе в лёгкой атлетике на взрослом международном уровне в сезоне 1995 года, когда вошёл в основной состав венгерской национальной сборной и выступил на чемпионате мира в помещении в Барселоне, где в программе семиборья стал девятым. Будучи студентом, представлял страну на летней Универсиаде в Фукуоке, показав в десятиборье седьмой результат.
Благодаря череде удачных выступлений удостоился права защищать честь страны на летних Олимпийских играх 1996 года в Атланте — набрал в сумме всех дисциплин десятиборья 7755 очков, расположившись в итоговом протоколе соревнований на 27-й строке.
В 1997 году на Кубке Европы по легкоатлетическим многоборьям в Таллине финишировал восьмым в личном зачёте и помог своим соотечественникам выиграть бронзовые медали мужского командного зачёта. На Универсиаде в Сицилии показал шестой результат в десятиборье.
В 1998 году на Кубке Европы в Таллине был восьмым и четвёртым в личном и командном зачётах соответственно, тогда как на домашнем чемпионате Европы в Будапеште занял итоговое девятое место.
На Универсиаде 1999 года в Пальме был четвёртым в десятиборье.
В 2000 году выиграл бронзовую медаль в личном зачёте на Кубке Европы в Оулу и благополучно прошёл отбор на Олимпийские игры в Сиднее — на сей раз с личным рекордом в 8149 очков занял 11-е место.
В 2001 году на Кубке Европы в Арле стал шестым в личном зачёте и пятым в командном зачёте. На чемпионате мира в Эдмонтоне занял в десятиборье 13-е место.
В 2002 году с личным рекордом в 5950 очков показал шестой результат в семиборье на чемпионате Европы в помещении в Вене, в десятиборье был восьмым на Кубке Европы в Быдгоще и одиннадцатым на чемпионате Европы в Мюнхене.
В 2003—2005 годах продолжал участвовать в различных коммерческих стартах по многоборьям, но каких-то значительных успехов больше не добивался.
Завершив карьеру в лёгкой атлетике, в 2006 году решил попробовать себя в качестве разгоняющего в бобслее — участвовал в зимних Олимпийских играх в Турине, где занял среди четырёхместных экипажей 24-е место.